# Tore (cognome)
Tore è un cognome di lingua italiana.

## Varianti
Torelli.

## Origine e diffusione
Il cognome è tipicamente meridionale.
Potrebbe derivare da un toponimo o costituire una variante del cognome Salvatori.